# Desmiphora circumspecta
Desmiphora circumspecta là một loài bọ cánh cứng trong họ Cerambycidae.